# 로버트 듀발
로버트 듀발(영어: Robert Selden Duvall, 영어 발음: /duːˈvɔːl/ 1931년 1월 5일 ~)은 미국의 배우이자 감독이다. 그는 아카데미상, 영국 아카데미상, 두 개의 에미상, 네 개의 골든 글로브상을 받았다. 소설 《앵무새 죽이기》를 원작으로 하는 《알라바마 이야기》로 영화에 데뷔했으며 이 후 대표작으로 《대부》, 《텐더 머시스》, 《지옥의 묵시록》 등을 남겼다. 특히 《텐더 머시스》에서의 연기로 1983년 아카데미 최우수 남우주연상을 수상하였다.

## 작품 목록

### 영화 연출
- 2002년 - 어쌔신 탱고 (Assassination Tango)
- 1997년 - 사도 (The Apostle)
- 1983년 - 안젤로 내 사랑 (Angelo, My Love)
- 1975년 - 우리는 제트족이 아니다 (We're Not The Jet Set)

### 영화 출연
- 2018년 - 위도우즈 (Widows) - 잭의 아버지 역
- 2011년 - 유토피아에서의 7일 (Seven Days in Utopia) - 쟈니 크로포드 역
- 2006년 - 브로큰 트레일 (Broken Trail) - 프린트 역
- 2003년 - 세컨핸드 라이온스 - 허브 역
- 2002년 - 존 큐 - 프랭크
- 2000년 - 식스티 세컨즈 (Gone in Sixty Seconds) - 오토 할리웰 역
- 2000년 - 글로리 (A Shot At Glory) - 골든 맥레오드 역
- 1998년 - 딥 임팩트(Deep Impact) - 키니 역
- 1998년 - 시빌 액션 - 패처 역
- 1997년 - 사도 (The Apostle) - 소니 역
- 1996년 - 브라더 스토리 (A Family Thing)
- 1996년 - 페노메논 (Phenomenon) - 브런더
- 1995년 - 헨리에타의 별 (The Stars Fell On Henrietta)
- 1995년 - 줄리아 로버츠의 사랑 게임 - 아버지 역
- 1994년 - 페이퍼 (The Paper) - 버니 화이트 역
- 1993년 - 월터와 프랭크 (Wrestling Ernest Hemingway)
- 1992년 - 패스 어웨이 (Passed Away)
- 1992년 - 스탈린 (Stalin) - 조세프 스탈린 역
- 1990년 - 컨빅츠 (Convicts)
- 1989년 - 머나먼 대서부 (Lonesome Dove) - 아우구스투스 거스 맥그레이 역
- 1988년 - 범죄와의 전쟁 (Colors)
- 1985년 - 등대선 (The Lightship) - 카스파리 역
- 1984년 - 신의 아들 (The Stone Boy) - 조 힐러먼 역
- 1983년 - 텐더 머시스 (Tender Mercies) - 맥 슬레지 역
- 1981년 - 이중 추적 (The Pursuit Of D.B. Cooper)
- 1981년 - 로버트 드니로의 고백 (True Confessions) - 톰 스펠라시 역
- 1979년 - 아이크 (TV) (Ike)
- 1979년 - 위대한 산티니 (The Great Santini) - 불 미첨 역
- 1979년 - 지옥의 묵시록 (Apocalypse Now) - 빌 킬고어 역
- 1978년 - 자동차 왕 로렌 (The Betsy) - 로렌 하드만 3세 역
- 1976년 - 네트워크 (Network) - 프랭크 해켓 역
- 1975년 - 브레이크아웃 (Breakout)
- 1974년 - 아웃핏 (The Outfit)
- 1974년 - 대부2 - 톰 헤이즌 역
- 1973년 - 뱃지 (Badge 373) - 에디 라이언 역
- 1972년 - 대부(The Godfather) - 톰 헤이즌 역
- 1972년 - 조 키드 (Joe Kidd) - 프랭크 할란 역
- 1972년 - 그레이트 노스필드 미네소타 레이드 (The Great Northfield Minnesota Raid) - 제스 제임스 역
- 1971년 - THX 1138
- 1969년 - 레인피플 (The Rain People) - 고든 역
- 1969년 - 진정한 용기 (True Grit) - 네드 페퍼 역
- 1968년 - 카운트다운 (Countdown)
- 1966년 - 체이스 (Chase)
- 1962년 - 알라바마 이야기 (To Kill a Mockingbird) - 아서 래들리 역

## 수상 경력
- 1972년 제37년 뉴욕비평가협회상 남우조연상
- 1979년 캔자스시티비평가협회상 남우주연상
- 1980년 아메리칸무비어워즈 남우조연상
- 1980년 제37회 골든글로브시상식 남우조연상
- 1980년 제33회 영국아카데미시상식 남우조연상
- 1980년 몬트리올세계영화제 남우주연상
- 1981년 제38회 베니스국제영화제 파시네티 어워드 남우주연상
- 1983년 캔자스시티비평가협회상 남우주연상
- 1983년 제48회 뉴욕비평가협회상 남우주연상
- 1983년 유타비평가협회상 남우주연상
- 1984년 제9회 LA비평가협회상 남우주연상
- 1984년 제41회 골든글로브시상식 드라마부문 남우주연상
- 1984년 제56회 아카데미시상식 남우주연상
- 1985년 제42회 베니스국제영화제 파시네티 어워드 남우주연상
- 1990년 제47회 골든글로브시상식 TV영화/미니시리즈부문 남우주연상
- 1993년 제50회 골든글로브시상식 TV영화/미니시리즈부문 남우주연상
- 1997년 제68회 미국비평가협회상 평생공로상
- 1997년 아메리칸소셔티시네마토그래퍼스어워즈 대통령상
- 1997년 제10회 시카고비평가협회상 남우주연상
- 1997년 플로리다비평가협회상 남우주연상
- 1997년 제2회 새틀라이트시상식 드라마부문 남우주연상
- 1997년 라스베가스비평가협회상 남우주연상
- 1997년 텍사스비평가협회상 남우주연상
- 1998년 제23회 LA비평가협회상 남우주연상
- 1998년 제32회 전미비평가협회상 남우주연상
- 1998년 제13회 인디펜던트스피릿어워드 남우주연상
- 1998년 제13회 인디펜던트스피릿어워드 감독상
- 1998년 블록버스터엔터테인먼트어워즈 필름마커상
- 1998년 론 스타 필름&텔레비전 어워즈 특별상
- 1998년 플로리다비평가협회상 남우조연상
- 1999년 제5회 미국배우조합상 영화부문 남우조연상
- 1999년 SESC필름페스티벌 외국남자배우상
- 2003년 제51회 산세바스찬국제영화제 평생공로상
- 2006년 뉴욕인터네셔널 인디펜던트영화&텔레비전 골드메델어워즈 남자배우상
- 2007년 온라인영화&텔레비전협회상 TV미니시리즈부문 남우주연상
- 2007년 제59회 에미상 TV영화/미니시리즈부문 남우주연상
- 2010년 제53회 샌프란시스코국제영화제 피터 제이 오언스상
- 2010년 제14회 할리우드영화제 남우주연상
- 2010년 고담어워즈 공로상
- 2011년 제22회 팜스프링스국제영화제 공로상
- 2012년 휴스턴비평가협회상 평생공로상
- 2014년 제18회 할리우드영화제 남우조연상
- 2015년 제26회 팜스프링스국제영화제 아이콘상
- 2015년 온라인영화&텔레비전협회상 명예상